# 中村又五郎 (初代)
初代 中村又五郎（しょだい なかむら またごろう、1885年（明治18年）1月1日 - 1920年（大正9年）3月19日）は、明治から大正にかけて活躍した歌舞伎役者。屋号は播磨屋。定紋は揚羽蝶、替紋は向い菱。俳名に紫琴がある。

## 来歴
初代中村紫琴の子として大阪に生まれる。明治23年（1890年）、中村正太郎で初舞台を踏んだ。
明治31年（1898年）東京に移籍し、「少年劇」とよばれる新富座の子供芝居に出る。同期に初代中村吉右衛門、初代助高屋小傳次、二代目坂東八十助らがいる。この年の正月新富座で中村又五郎と改名する。このときの有様は、岡本綺堂が「又五郎は中村紫琴の遺子で、大阪では子役中の麒麟児と呼ばれ、鴈治郎ですらも彼に食われるかという噂であったが初上がりのせいか、『曾我の対面』の鬼王と「鞘当」の留女の二役だけで格別の注意をひかなかった。しかもその後に座付の芝居茶屋、猿屋のうしろ楯を得て、興行ごとに大役を背負うようになったのである」（『明治劇談・ランプの下にて』岩波文庫、1993年）と書いている。
子供芝居が人気を失うと、二代目市川左團次の自由劇場に参加して新しい芝居に打ち込む一方で、『心中天網島・河庄』の治兵衛・『恋飛脚大和往来』の忠兵衛などの和事もつとめ、東京の観客にも親しまれた。のち小芝居を中心に活躍するが、三十代半ばで早世した。
子は二代目中村又五郎。